# Rebecca Ferguson (chanteuse)
Ne doit pas être confondue avec l'actrice suédoise Rebecca Ferguson.
Rebecca Ferguson de son nom complet Rebecca Caroline Ferguson, est une chanteuse anglaise née le 21 juillet 1986 à Liverpool. 
Elle est connue pour avoir terminé deuxième lors de la septième saison de l'émission musicale The X Factor en 2010 où elle a perdu face à Matt Cardle et finit devant le futur boys band à succès One Direction. Elle a par la suite obtenu un contrat avec Syco Music et Epic Records au Royaume-Uni. Elle a plus tard signé aux États-Unis avec Columbia Records.
Son premier album Heaven a été dévoilé en novembre 2011. Il sera vendu à plus de 700 000 exemplaires. Coécrit par Ferguson, il fut certifié "platinium" au Royaume-Uni, en Irlande et aux États-Unis. Elle cite Aretha Franklin, Kings of Leon, Christina Aguilera et Amy Winehouse parmi ses influences musicales. Elle a l'appui des sponsors Nescafé et Walkers. En 2012, elle fut nommée pour deux MOBO awards et un MTV Europe award. Elle a confirmé qu'elle commencerait à travailler sur son deuxième album studio en 2013. Une chaîne Vevo sur le site YouTube a vu le jour le 4 décembre 2010.

## Vie privée et Carrière

### Enfance et maternité
Rebecca Ferguson est née le 21 juillet 1986 au Mill Road Hospital, Liverpool. Elle a passé les deux premières années de sa vie à Huyton. Elle a un petit frère prénommé Sam. La famille a ensuite déménagé dans une propriété à Woolton Village lorsque ses parents se séparent. Rebecca Ferguson a fait ses études secondaires (équivalent du collège et du lycée en France) au Gateacre Community Comprehensive School (en). Adolescente, elle déménage à Anfield. C'est alors qu'elle tombe enceinte de son premier enfant Lillie May à l'âge de 17 ans. Deux ans plus tard, son fils Karl naît. Ferguson a dit que sa famille soutenait son ambition de devenir une chanteuse interprète professionnelle et l'avait aidé lors de son passage à The X Factor. Elle a révélé qu'elle avait été « intimidée enfant parce que ma famille était pauvre et je n'ai jamais eu les bons vêtements et jouets ». Malgré un départ difficile dans sa vie, l'espoir a persisté et Rebecca voulait que les gens se concentre uniquement sur son talent. Elle a aussi dévoilé qu'enfant, elle a toujours voulu être une pop star.
En secrétaire juridique qualifiée, Rebecca Ferguson avait étudié à Hugh Baird College (en) et pratiquement renoncé à une carrière dans la musique quand elle a gagné une place devant les juges. Elle a déclaré : « Quand vous avez des enfants, vous devenez une mère et vous vous oubliez en tant que personne donc j'ai mis mes rêves de côté. [...] Je voulais que mes enfants me voient bien faire et être un meilleur modèle. Ils ont toujours vu leur maman échouer. C'est pourquoi j'ai commencé l'université. »
Ferguson avait auditionné sans succès pour The X Factor et P. Diddy StarMaker à New York. Elle a ainsi commenté « Je suis allée aux autres auditions, j'ai été invitée à auditionner, à New York, pour le P. Diddy’s Starmaker et ils m'ont dit ‘non’. Cela a été vraiment bouleversant parce que j'ai dépensé tant d'argent pour y arriver. J'ai aussi tenté The X Factor mais ça ne s'est pas très bien passé, peut être parce que je n'avais pas confiance en moi. J'ai pensé à essayer Britain's Got Talent ou The X Factor une nouvelle fois et si cela n'avait pas fonctionné, j'aurais dû penser à ce que j'allais faire. »

### 2010–11:The X Factor

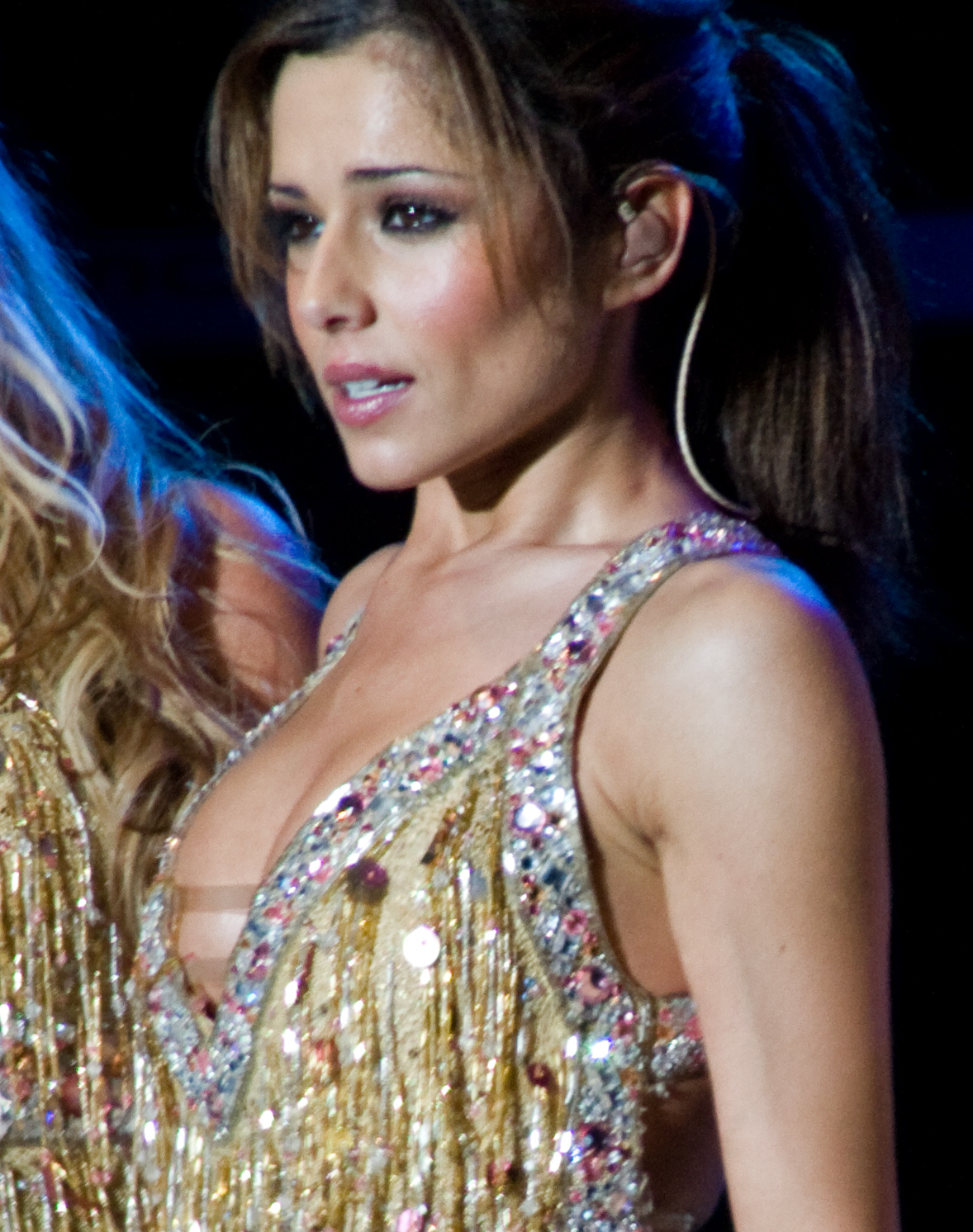
Ferguson a été coachée par Cheryl Cole pendant The X Factor.

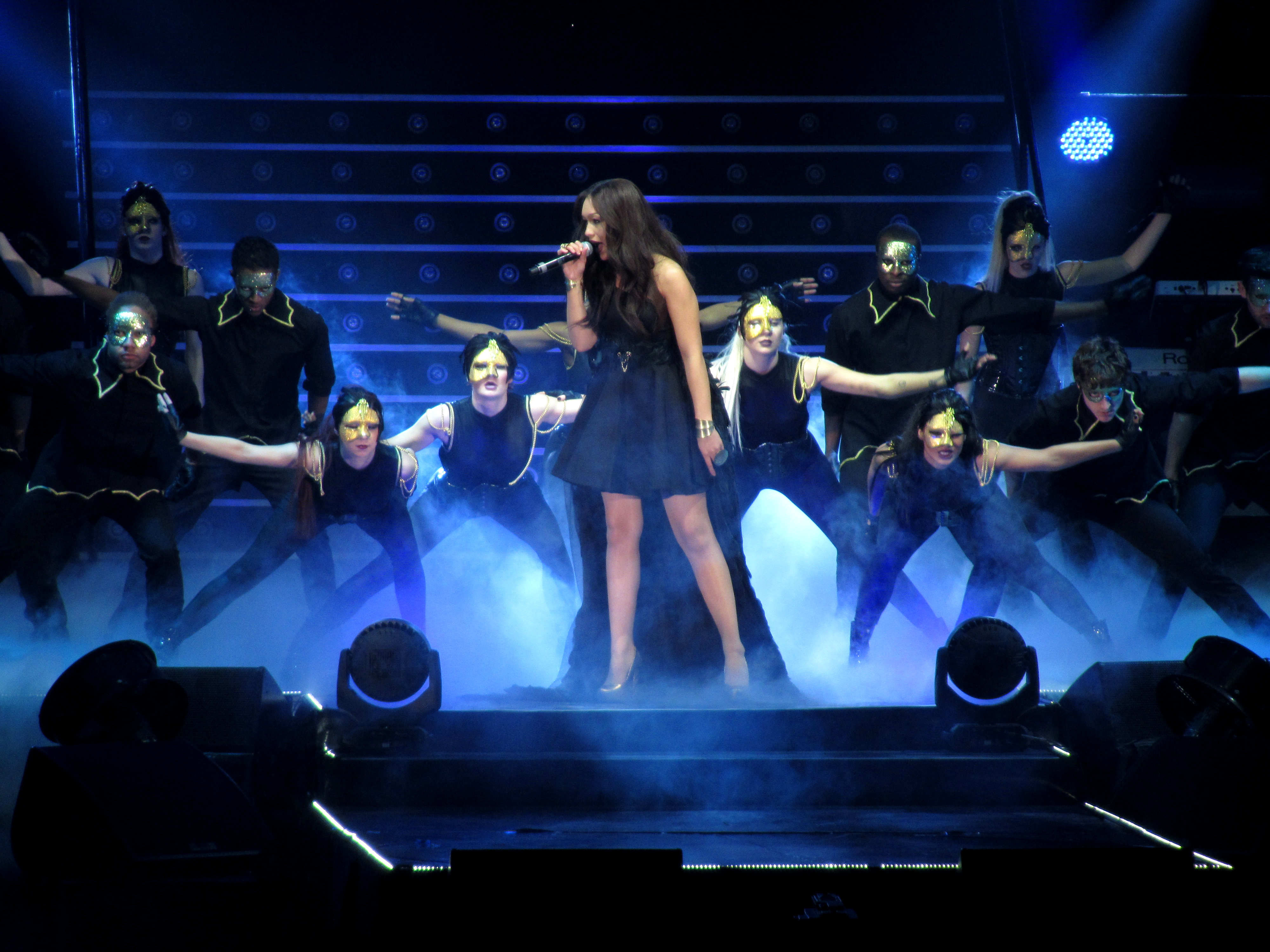
Ferguson performant au X Factor Live Tour en avril 2011

Pendant le cinquième prime, elle a reçu une ovation remarquée par Simon et Cheryl suivant la performance de Make You Feel My Love. Dans l'épisode suivant, elle a reçu une seconde ovation de Dannii et Cheryl après avoir chanté Candle in the Wind. À la finale, elle a chanté en duo avec Christina Aguilera sur Beautiful. Sa chanson de gagnant (Ferguson's winner's song) était une reprise de Duffy, Distant Dreamer, mais elle a fini comme finaliste aux côtés de Matt Cardle, faisant d'elle la première finaliste féminine de l'émission The X Factor.
Après la finale, il a été annoncé que Rebecca Ferguson venait de signer avec le label Syco Music. En janvier 2011, il a été rapporté qu'elle avait signé un contrat d'enregistrement commun entre deux labels Syco et Epic Records. Ferguson et neuf autres concurrents de l'émission ont participé au X Factor Live Tour de février à avril 2011. Rebecca Ferguson était sortie précédemment avec Zayn Malik, un membre du groupe One Direction, qui avait beaucoup été controversé, en raison de la différence d'âge. Leur relation se termina après quatre mois ensemble.
| Semaine           | Chanson                                    | Thème                                | Résultat                      |
| ----------------- | ------------------------------------------ | ------------------------------------ | ----------------------------- |
| Audition          | A Change Is Gonna Come                     | Choix libre (pas de thème)           | Passage au "bootcamp"         |
| Bootcamp          | Like a Star                                | Choix libre (pas de thème)           | Passage aux Maisons des Juges |
| Maisons des Juges | Fireflies                                  | Choix libre (pas de thème)           | Passage aux primes            |
| Semaine 1         | Teardrops                                  | Numéros un                           | Sauvée                        |
| Semaine 2         | Feeling Good                               | Héros musicaux                       | Sauvée                        |
| Semaine 3         | Why Don't You Do Right?                    | Pêchés mignon                        | Sauvée                        |
| Semaine 4         | Wicked Game                                | Halloween                            | Sauvée                        |
| Semaine 5         | Make You Feel My Love                      | Hymnes américains                    | Sauvée                        |
| Semaine 6         | Candle In The Wind                         | Chansons d'Elton John                | Sauvée                        |
| Semaine 7         | Yesterday                                  | Chansons des Beatles                 | Sauvée                        |
| Semaine 8         | I Still Haven't Found What I'm Looking For | Rock                                 | Sauvée                        |
| Semaine 8         | (I Can't Get No) Satisfaction              | Rock                                 | Sauvée                        |
| Semaine 9         | Show Me Love                               | Classiques de boites de nuits        | Sauvée                        |
| Semaine 9         | Amazing Grace                              | « Envoyez-moi aux chansons finales » | Sauvée                        |
| Semaine 10        | Like A Star                                | Choix libre (pas de thème)           | Sauvée                        |
| Semaine 10        | Beautiful avec Christina Aguilera          | Duo avec une célébrité               | Sauvée                        |
| Semaine 10        | Sweet Dreams (Are Made of This)            | Choix libre (pas de thème)           | Sauvée                        |
| Semaine 10        | Distant Dreamer                            | Winner's song                        | Finaliste                     |

### 2011–12:Heaven
Ferguson a dévoilé son premier single Nothing's Real but Love le 20 novembre 2011, qui fut écrit par elle-même et Eg White. Le single a atteint la dixième place dans le UK Singles Chart. Son premier album Heaven a été mis en vente le 5 décembre 2011 au Royaume-Uni. L'album est le fruit d'une collaboration avec Eg White, Steve Booker, Fraser T Smith, Xenomania, Paul Barry, Mark Taylor et Brian Higgins. Ferguson a ensuite révélé qu'elle avait coécrit l'ensemble de son album pour se « connecter » avec ses chansons. L'album mélange les genres comme la soul, la pop et le blues. Heaven est acclamé par la critique avec des critiques louant Ferguson pour être le premier artiste "crédible" à revenir d'une télé-réalité. Cowell a aussi vanté le mérite de l'album en tweetant sur son compte Twitter le 21 novembre, combien il était fière de Rebecca: « Je suis complètement ébahi par Rebecca Ferguson, son album et sa performance. Félicitations ! ». L'album a été certifié "platinium" avec la vente de 300 000 exemplaires par le British Phonographic Industry dans les trois premières semaines après sa sortie.

## Albums

### Albums Studio
| Titre                                                        | Détails                                                                      | Classement | Classement | Classement | Classement | Classement | Classement | Classement | Classement | Classement | Classement | Certifications                      | Ventes                         |
| Titre                                                        | Détails                                                                      | UK         | AUS        | AUT        | GER        | IRE        | NL         | NZ         | SCO        | SWI        | US         | Certifications                      | Ventes                         |
| ------------------------------------------------------------ | ---------------------------------------------------------------------------- | ---------- | ---------- | ---------- | ---------- | ---------- | ---------- | ---------- | ---------- | ---------- | ---------- | ----------------------------------- | ------------------------------ |
| Heaven                                                       | - Sortie: 5 décembre 2011 - Label: Syco, RCA - Formats: CD, digital download | 3          | 14         | 18         | 15         | 9          | 6          | 22         | 3          | 7          | 23         | - BPI: 2× Platinum - IRMA: Platinum | - WW: 1,500,000+ - UK: 660,892 |
| Freedom                                                      | - Sortie: 2 décembre 2013 - Label: Syco, RCA - Formats: CD, digital download | 6          | —          | —          | 54         | 37         | —          | —          | 12         | 55         | —          | - BPI: Gold                         | - UK: 149,050                  |
| Lady Sings the Blues                                         | - Sortie: 9 mars 2015 - Label: Syco, RCA - Formats: CD, digital download     | 7          | —          | —          | —          | 27         | —          | —          | 8          | 46         | —          |                                     | - UK: 42,503                   |
| Superwoman                                                   | - Sortie: 14 octobre 2016 - Label: Syco, RCA - Formats: CD, digital download | 7          | —          | —          | —          | 37         | —          | —          | 7          | 91         | —          |                                     |                                |
| "—" denotes an album that did not chart or was not released. |                                                                              |            |            |            |            |            |            |            |            |            |            |                                     |                                |

### Extended plays
| Titre                        | Détails                                                                               |
| ---------------------------- | ------------------------------------------------------------------------------------- |
| iTunes Festival: London 2012 | - Sortie: 16 septembre 2012 - Label: Syco, Sony Music, RCA - Format: Digital download |

## Singles

### Artiste principale
| Titre                      | Année | Classement | Classement | Classement | Classement | Classement | Classement | Classement | Classement | Classement | Certifications                          | Album                |
| Titre                      | Année | UK         | AUS        | AUT        | BEL        | GER        | IRE        | NZ         | SCO        | SWI        | Certifications                          | Album                |
| -------------------------- | ----- | ---------- | ---------- | ---------- | ---------- | ---------- | ---------- | ---------- | ---------- | ---------- | --------------------------------------- | -------------------- |
| "Nothing's Real but Love"  | 2011  | 10         | 14         | —          | 97         | 64         | 23         | 34         | 10         | 24         | - BPI: Silver - ARIA: Gold - FIMI: Gold | Heaven               |
| "Too Good to Lose"         | 2012  | 186        | —          | —          | —          | —          | —          | —          | —          | —          |                                         | Heaven               |
| Glitter & Gold             | 2012  | 116        | —          | 51         | —          | 68         | 65         | —          | —          | —          | - FIMI: Gold                            | Heaven               |
| "Backtrack"                | 2012  | 15         | —          | —          | —          | —          | 23         | —          | 13         | —          |                                         | Heaven               |
| "Shoulder to Shoulder"     | 2012  | —          | —          | —          | —          | —          | —          | —          | —          | —          |                                         | Heaven               |
| "Teach Me How to Be Loved" | 2012  | 128        | —          | —          | —          | 92         | —          | —          | 77         | 66         |                                         | Heaven               |
| "I Hope"                   | 2013  | 15         | —          | —          | —          | —          | 33         | —          | 8          | —          |                                         | Freedom              |
| "Light On"                 | 2013  | —          | —          | 41         | —          | 40         | —          | —          | —          | 52         |                                         | Freedom              |
| "All That I've Got"        | 2014  | 180        | —          | —          | —          | —          | —          | —          | —          | —          |                                         | Freedom              |
| "Get Happy"                | 2015  | —          | —          | —          | —          | —          | —          | —          | —          | —          |                                         | Lady Sings the Blues |
| "Bones"                    | 2016  | —          | —          | —          | —          | —          | —          | —          | 67         | —          |                                         | Superwoman           |

### Artiste participante
| Titre                                                               | Année | Classement | Classement | Classement | Album          |
| Titre                                                               | Année | UK         | IRE        | SCO        | Album          |
| ------------------------------------------------------------------- | ----- | ---------- | ---------- | ---------- | -------------- |
| "Heroes" (as part of The X Factor Finalists 2010)                   | 2010  | 1          | 1          | 1          | Charity single |
| He Ain't Heavy, He's My Brother (as part of The Justice Collective) | 2012  | 1          | 4          | 2          | Charity single |

### Singles promotionnels
| Titre                                      | Année | Album  |
| ------------------------------------------ | ----- | ------ |
| "Fairytale (Let Me Live My Life This Way)" | 2011  | Heaven |

## Soundtracks
| Titre    | Année | Album                                       |
| -------- | ----- | ------------------------------------------- |
| "Heroes" | 2013  | Justin and the Knights of Valour soundtrack |

## Vidéos
| Titre                                                                 | Année |
| --------------------------------------------------------------------- | ----- |
| "Heroes" (as part of The X Factor Finalists 2010)                     | 2010  |
| "Nothing's Real but Love"                                             | 2011  |
| "Nothing's Real but Love" (Live)                                      | 2011  |
| "Too Good to Lose"                                                    | 2012  |
| "Glitter & Gold"                                                      | 2012  |
| "Backtrack"                                                           | 2012  |
| "Teach Me How to Be Loved"                                            | 2012  |
| "Strange & Beautiful (I'll Put a Spell on You)"                       | 2012  |
| "Shoulder to Shoulder"                                                | 2012  |
| "He Ain't Heavy, He's My Brother" (as part of The Justice Collective) | 2012  |
| "I Hope"                                                              | 2013  |
| "Get Happy" (Live)                                                    | 2015  |
| "Embraceable You" (Live)                                              | 2015  |
| "Blue Moon" (Live)                                                    | 2015  |
| "Bones"                                                               | 2016  |
| "Superwoman"                                                          | 2016  |

## Tournées
Principale tournée
- Heaven Tour (2012)

Supporting
- X Factor Tour (2011)